# Lillesand
Lillesand est une kommune portuaire norvégienne située dans le comté d’Agder et la région du Sørlandet. Elle comptait 9 238 habitants au 1er janvier 2008, pour une superficie de 185 km2.

## Liens externes

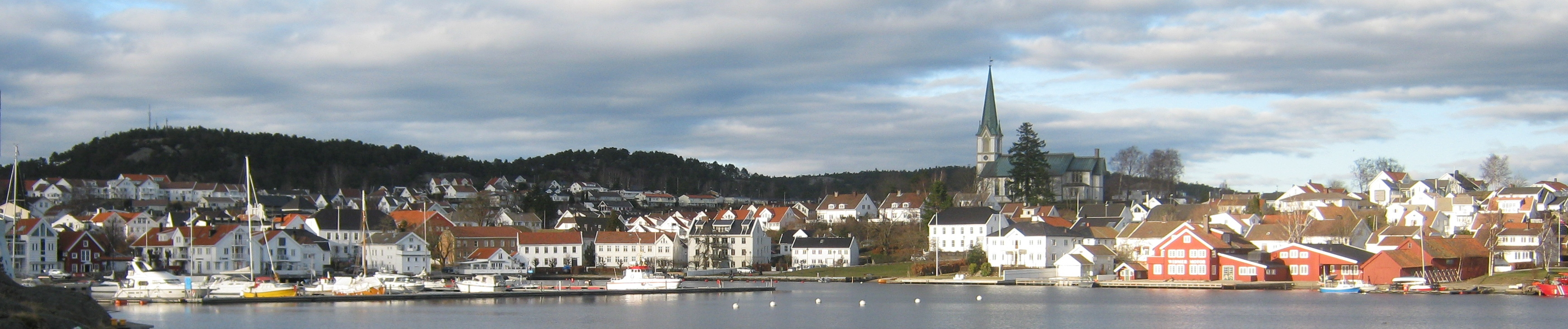
Lillesand

## Galerie

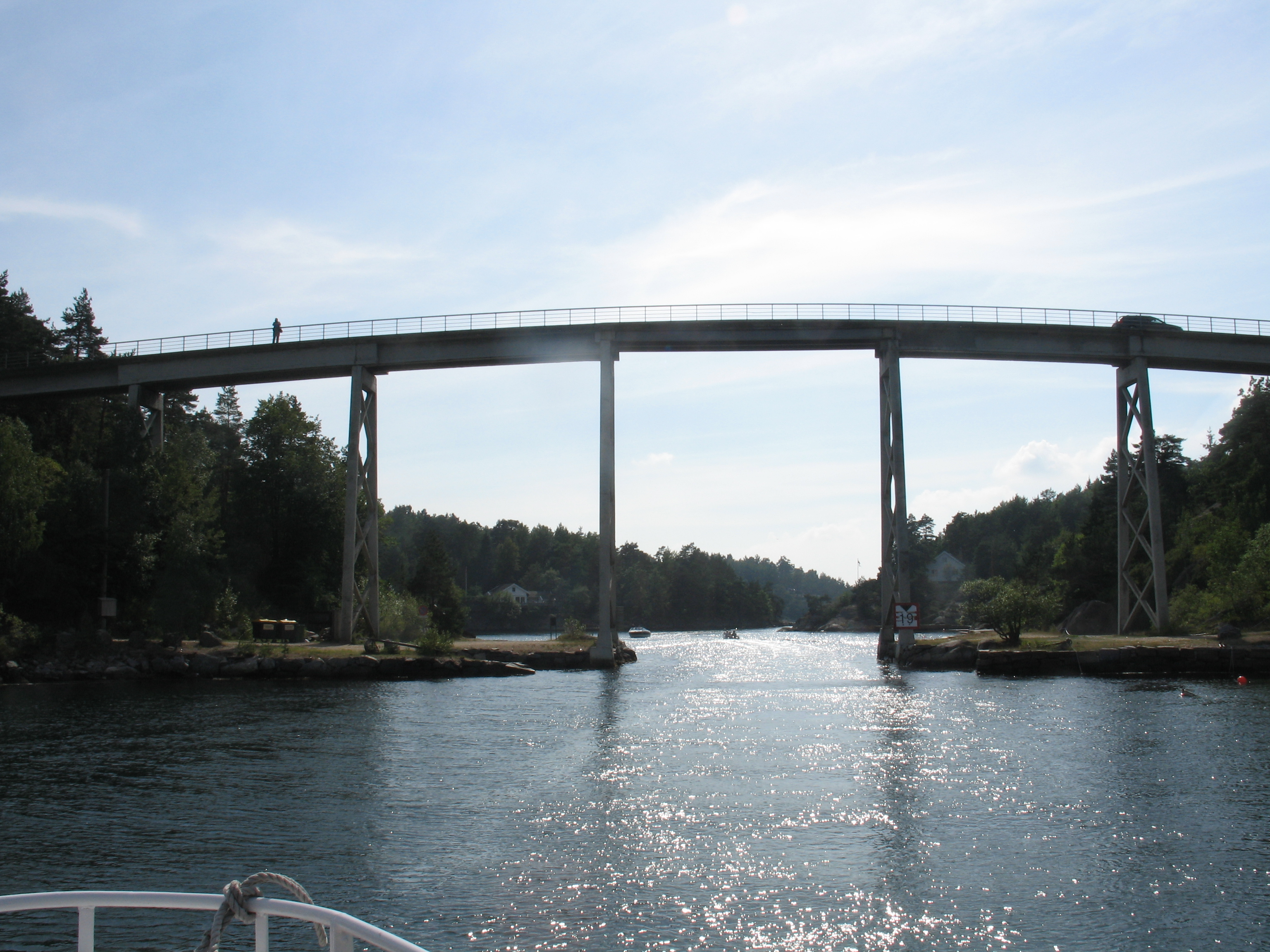
Le pont de Justøy.
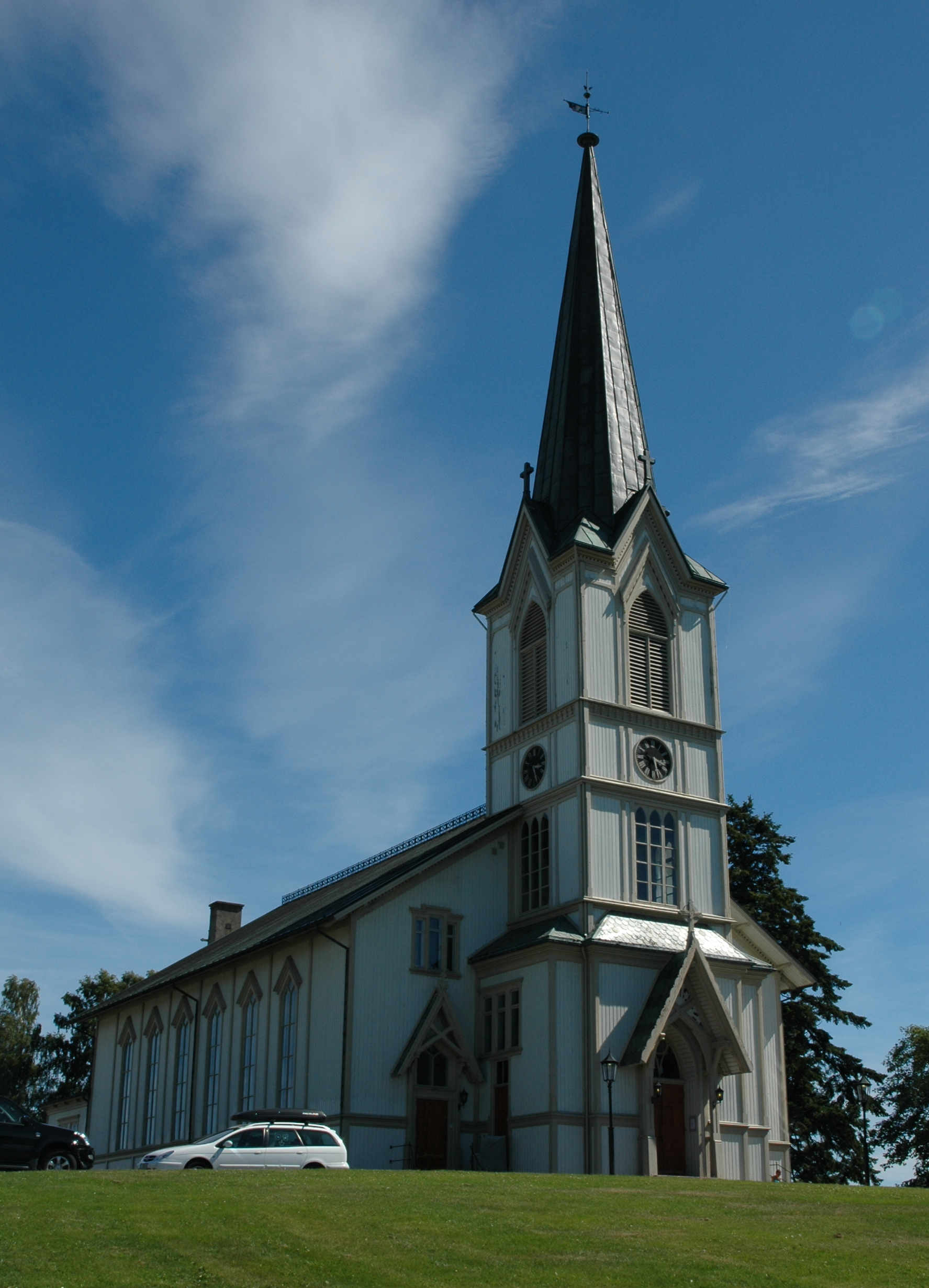
L’église de Lillesand.